# Geneviève Ward

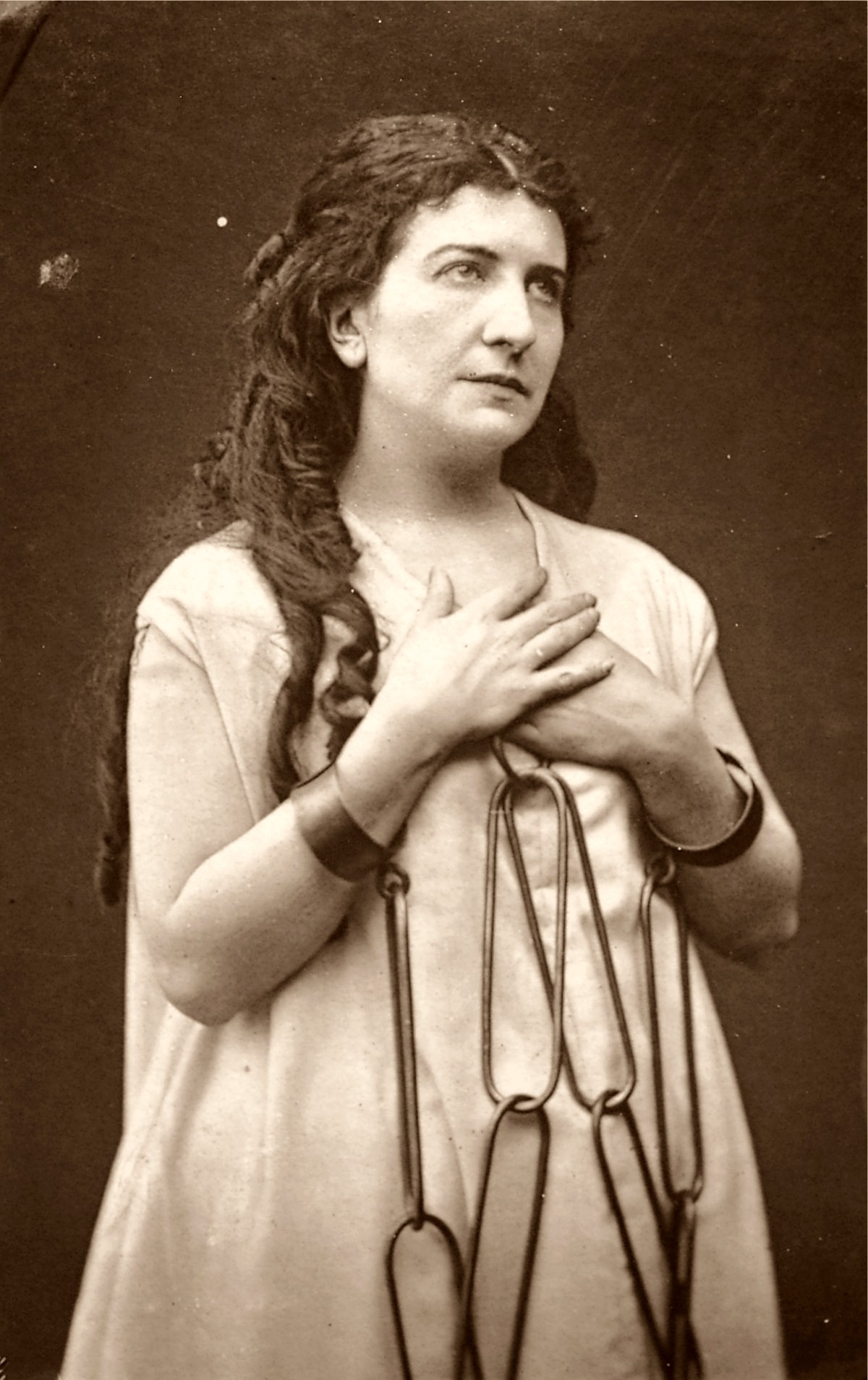
Geneviève Ward.

Lucy Geneviève Teresa Ward, född den 27 mars 1837 i New York, död den 18 augusti 1922, var en amerikansk skådespelerska, verksam i England.
Geneviève Ward blev tidigt utvecklad under resor i Frankrike och Italien. Hon trolovades 1855 med en rysk officer greve Konstantin de Guerbel. Då denne istället sökte ingå ett rikt gifte i Ryssland, tilltvang hon sig på högsta ort där att förmälas med honom, men lämnade honom omedelbart efter vigseln i Warschau och återsåg honom aldrig. Utbildad till sångerska 
debuterade hon 1856 i Milano som Lucrezia Borgia, under artistnamnet Ginevra Guerrabella, och uppträdde med stor framgång på operascener i England, Paris och Amerika, men förlorade 1862 sin sångröst efter en halssjukdom och ägnade sig i tio år åt sångundervisning i New York. Emellertid utbildade hon sig för talscenen och debuterade 1873 i Manchester som lady Macbeth. Hennes framgång var omedelbar och varaktig; hon fick ett namn som en av Englands största tragiska skådespelerskor och utvecklade ännu på gamla dagar en häpnadsväckande livskraft. Hon tillhörde bland annat 1893–1897 Henry Irvings trupp. Utom i Shakespeareroller (ännu vid 83 års ålder spelade hon Volumnia i Coriolanus) utmärkte hon sig framförallt i Groves och Merivales effektstycke Forget-me-not som den hänsynslösa markisinnan Stephanie, som hon spelade omkring 2 000 gånger i hela den engelsktalande världen. År 1921 utnämndes hon till Dame Commander of the Order of the British Empire. Tillsammans med Richard Whiteing utgav hon memoarerna Before and behind the curtain (1918).